# پورنو هولوکاست
پورنو هولوکاست (انگلیسی: Porno Holocaust) یک فیلم ترسناک ایتالیایی به کارگردانی جو داماتو است که در سال ۱۹۸۱ منتشر شد.
پورنو هولوکاست یکی از نخستین فیلم‌های ایتالیایی حاوی پورنوگرافی هاردکور بود که در سینماها اکران شد.